# Эбергард (населённый пункт)
Эберга́рд — населённый пункт — станция в Дальнереченском районе Приморского края. Входит в состав Сальского сельского поселения.

## Этимология
Станция названа в честь инженера-путейца Ю. Н. Эбергарда, работавшего на строительстве Уссурийской железной дороги.

## География
Населённый пункт и станция расположены на Транссибе в 14 км севернее Дальнереченска.
Расстояние по автодороге до проходящей восточнее федеральной трассы «Уссури» около 5 км, до села Сальское около 15 км, до центра Дальнереченска около 24 км.

## Население
| 2002 | 2010 |
| ---- | ---- |
| 40   | ↘27  |

## Улицы
| - ул. Вокзальная, - ул. Набережная, | - ул. Садовая, - ул. Школьная. |

## Экономика
Жители занимаются сельским хозяйством, работают на ДВЖД.